# Sardis (Mississippi)
Sardis ist eine Kleinstadt im Norden des US-amerikanischen Bundesstaates Mississippi und einer von zwei Verwaltungssitzen (neben Batesville) des Panola County. Das U.S. Census Bureau hat bei der Volkszählung 2020 eine Einwohnerzahl von 1748 ermittelt.
Die Stadt liegt etwa 14 km westlich des Sardis Lake und rund 50 km südlich von Memphis.

## Demografie
Nach der Volkszählung im Jahr 2000 lebten in Sardis 2038 Menschen. Davon wohnten 62 Personen in Sammelunterkünften, die anderen Einwohner lebten in 790 Haushalten und 493 Familien. Die Bevölkerungsdichte betrug 397 Einwohner pro Quadratkilometer. Es wurden 862 Wohneinheiten erfasst. Ethnisch betrachtet setzte sich die Bevölkerung zusammen aus 41,9 Prozent Weißen, 56,4 Prozent Afroamerikanern, 0,1 Prozent amerikanischen Ureinwohnern, 0,4 Prozent Asiaten und 0,5 Prozent aus anderen ethnischen Gruppen; 0,7 Prozent gaben die Abstammung von mehreren Ethnien an. 1,5 Prozent der Einwohner waren spanischer oder lateinamerikanischer Abstammung.
Von den 790 Haushalten hatten 25,1 Prozent Kinder oder Jugendliche, die mit ihnen zusammen lebten. 36,1 Prozent waren verheiratete, zusammenlebende Paare, 23,2 Prozent waren allein erziehende Mütter und 37,5 Prozent waren keine Familien. 33,4 Prozent waren Singlehaushalte und in 19,6 Prozent lebten Menschen im Alter von 65 Jahren oder darüber. Die durchschnittliche Haushaltsgröße betrug 2,50, die durchschnittliche Familiengröße 3,24 Personen.
Die Bevölkerung verteilte sich auf 26,1 Prozent unter 18 Jahren, 9,2 Prozent von 18 bis 24 Jahren, 21,2 Prozent von 25 bis 44 Jahren, 22,3 Prozent von 45 bis 64 Jahren und 21,2 Prozent von 65 Jahren oder älter. Das durchschnittliche Alter (Median) betrug 39 Jahre. Auf 100 weibliche Personen kamen 77,5 männliche Personen und auf 100 erwachsene Frauen ab 18 Jahren kamen 72,1 Männer.
Das jährliche Durchschnittseinkommen eines Haushalts (Median) betrug 23.042 US-$, das Durchschnittseinkommen einer Familie 32.933 $. Männer hatten ein Durchschnittseinkommen von 24.783 $, Frauen 18.750 $. Das Pro-Kopf-Einkommen betrug 15.195 $. Unter der Armutsgrenze lebten 18,4 Prozent der Familien und 24,2 Prozent der Einwohner, darunter 32,2 Prozent der Einwohner unter 18 Jahren und 24,1 Prozent der Einwohner im Alter von 65 Jahren oder älter.

## Persönlichkeiten
- Charles P. Hall (1886–1953), Generalleutnant der United States Army